# Котстертілле
Котстертілле (нід. Kootstertille) — село в нідерландській провінції Фрисландія. Входить до муніципалітету Ахткарспелен.
Його площа становить 7,80км², а населення станом на 2021 рік складало 2 425 осіб.
Перша згадка про населений пункт датується 1508 роком.

## Галерея

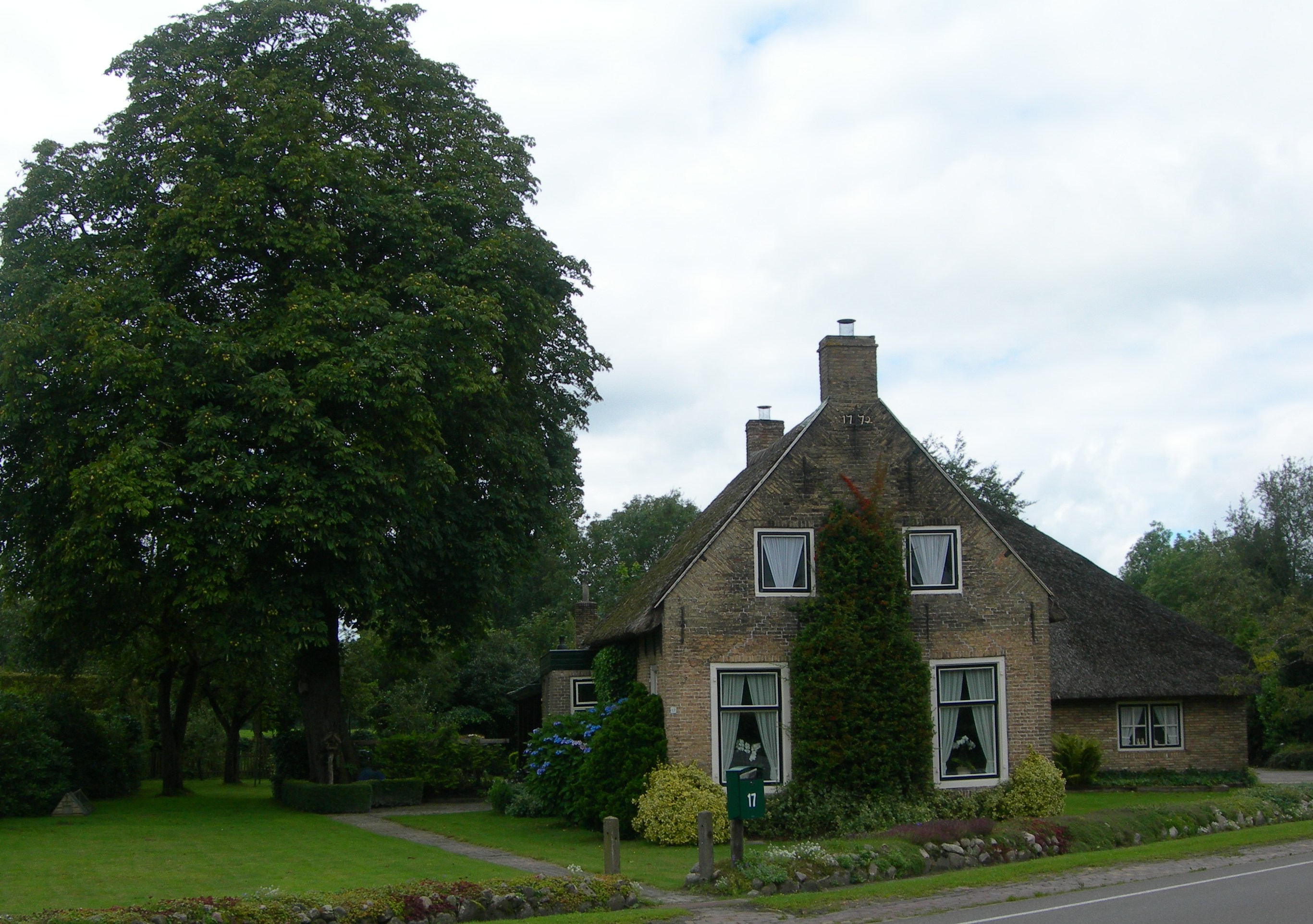
Ферма у Котстертілле
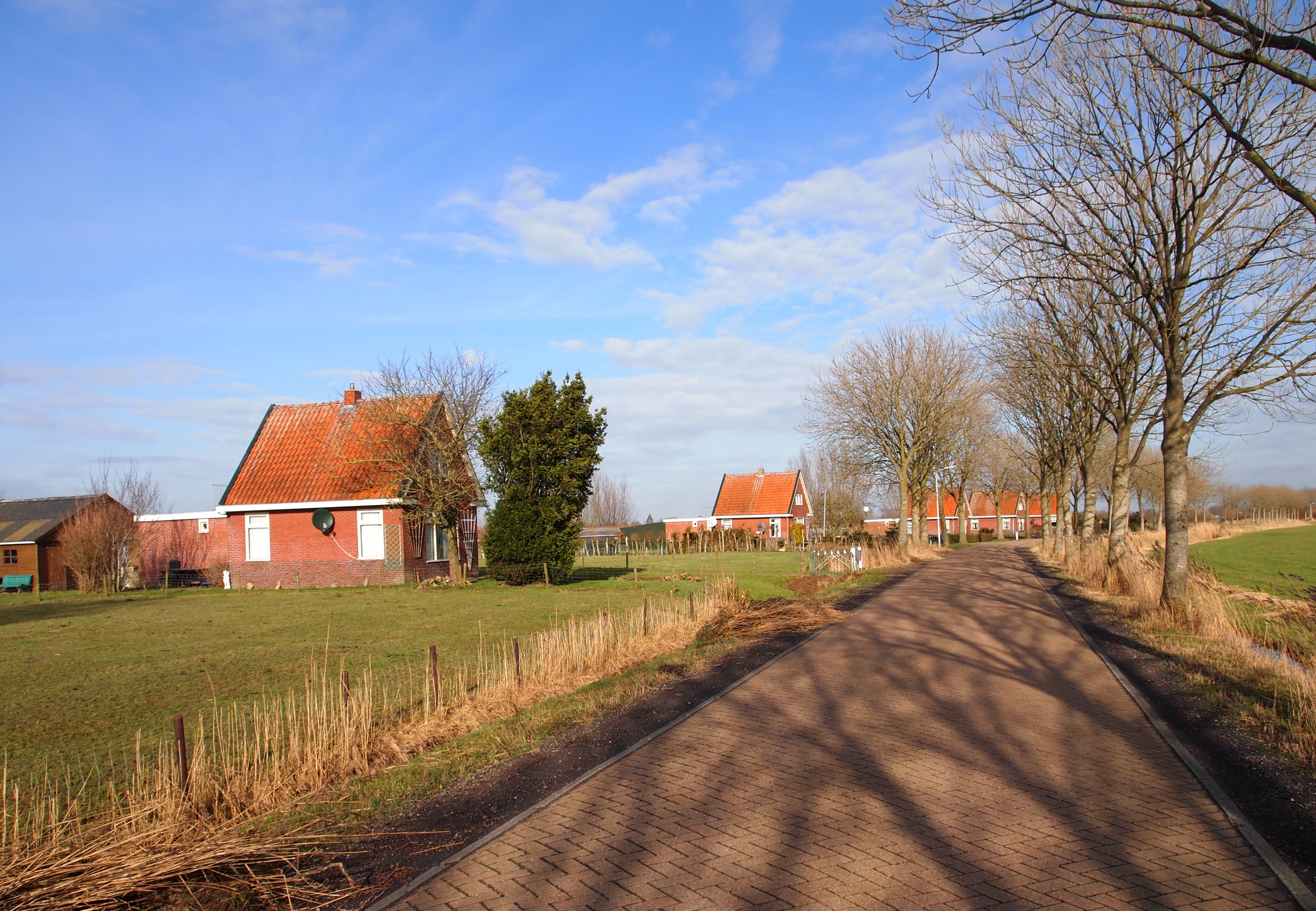
Сільська забудова
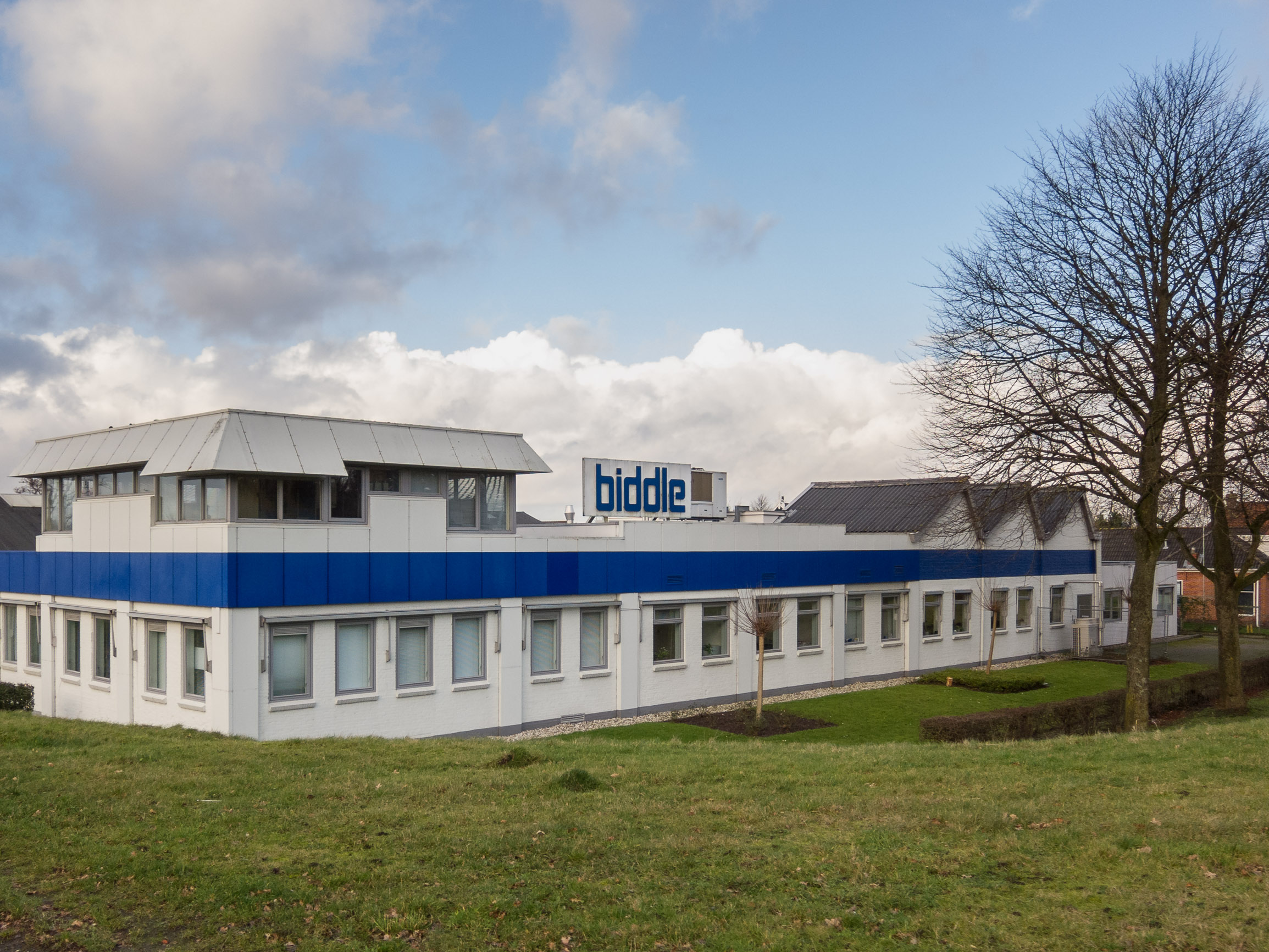
Будівля колишнього молокозаводу